# Rajzoljunk Álmokat!
A Rajzoljunk Álmokat! a Republic együttes 2015-ben megjelent 25 éves jubileumi lemeze 12 új dallal, az első, amely Cipő halála után született (ahogyan Nagy László Attila fogalmazott: "nem vele, de nem is nélküle").
Az album a MAHASZ TOP 40-es listáján a megjelenését (2015. május 4.) követő 52 hétből 46 alkalommal szerepelt, 20 héten át az elsők közt.
A MAHASZ összesített eladási listáján 2015-ben a 4. helyen volt, a legjobb, magyar együttes által kiadott lemezként.
A lemez különlegessége, hogy kizárólag a MOL töltőállomásokon lehetett kapni 990,- forintos áron.
Két hét alatt aranylemez, két hónap után platinalemez, majd az év végére háromszoros aranylemez lett. A platinalemezt szeptember 19-én a Budapest Parkban tartott jubileumi koncerten, a háromszoros aranylemezt karácsony másnapján (december 26-án) a Barba Negrában vehették át.

## Dalok
- Sebek a szívemen (Boros Csaba – Wéber Ferenc)
- Kezed a kezemen (Halász Gábor – Boros Csaba)
- Rajzoljunk álmokat! (Boros Csaba – Wéber Ferenc)
- Nem igaz! (Patai Tamás)
- Hó és sár (Szabó András)
- Paragrafuskirály (Boros Csaba)
- Füst az éjben (Patai Tamás – Wéber Ferenc)
- Átok vagy szerelem (Boros Csaba)
- Lehet akármi (Patai Tamás – Wéber Ferenc)
- Világgá megyek (Halász Gábor – Wéber Ferenc)
- Ki mondja meg? (Boros Csaba – Wéber Ferenc)
- Ki rejt el? (Nagy László Attila – Wéber Ferenc)

## Tagok
- Patai Tamás (Fender Stratocaster, Washborn N4 gitárok, akusztikus gitár, zongora, vokál)
- Nagy László Attila (Gretch dobok, Roland td 20, ütőhangszerek)
- Halász Gábor (Fender Telecaster, akusztikus gitárok, vokál)
- Boros Csaba (ének, Rickenbacker 4001 Bass, akusztikus gitár, vokál)
- A zenekar örökös tagja: Bódi László Cipő

## Közreműködtek
- Szabó „Bundás” András (hegedű, vokál, zongora)
- Mátthé László Brúnó (csörgő, shaker)
- Boros Bálint (vokál, rap)
- Lévai Antal (cselló)
- Lenthár Lilla (hegedű)
- Veér Bertalan (hegedű)
- Veér Csongor (hegedű)
- György-Rózsa Sándor (vokál)